# Chen Zhenglei
Chen Zhenglei (en chino tradicional: 陳正雷; simplificado: 陈正雷; pinyin: Chén Zhèngléi; Henan, 15 de mayo de 1949) es un artista marcial chino. Es el decimonoveno sucesor de la familia Chen de la aldea Chenjiagou y es el undécimo heredero del Tai Chi Chen. También es un maestro de artes marciales chinas de noveno grado. Se le conoce junto a Chen Xiaowang, Wang Xi'an y Zhu Tiancai como los «Cuatro Grandes Guerreros de Chenjiago».

## Biografía
Chen nació en Chenjiagou, provincia de Henan. Su padre es Chen Zhaohai, un teniente general del Ejército Popular de Liberación. A los 8 años, Chen comenzó a aprender artes marciales como el taichí estilo Chen, espada, lanzamiento de lanza y bastón bajo la tutela de su tío, Chen Zhaopi. Después del fallecimiento del mismo en 1972, continuó su entrenamiento con su otro tío, Chen Zhaokui. A los 20 años comenzó a enseñar taichí. Hasta el momento, ha tenido cientos de discípulos y ha enseñado a más de 100 000 estudiantes. En 2009, fue designado como uno de los representantes de la tercera serie de portadores destacados de proyectos de patrimonio cultural inmaterial a nivel nacional. En 2012, ascendió a noveno grado en las artes marciales chinas. En marzo de 2016, se estableció y se inauguró la academia de taichí de Chen, junto con su sede principal en Pekín.
En 1986, se desempeñó como miembro permanente del séptimo Comité de la Conferencia Consultiva Política del Pueblo en la ciudad de Jiaozuo. En 1988, fue elegido como representante de la Asamblea Popular de la provincia de Henan. Ha ocupado cargos como presidente de la Asociación de Investigación de Tai Chi Chen de Wenxian, subdirector del Museo de Artes Marciales de Henan, y subdirector del Centro de Gestión de Artes Marciales de la Oficina de Deportes de la provincia de Henan. Actualmente es vicepresidente de la Asociación de Artes Marciales de la provincia de Henan y vicepresidente y secretario general de la Asociación de Tai Chi Chen de la provincia de Henan.

## Obras
Chen ha escrito obras como Compendio de Armas del Tai Chi Chen, Tai Chi Chen para el cultivo de la salud, La práctica del Tai Chi Chen de la aldea Chenjiagou en China, entre otros escritos. Algunas de estas obras han sido traducidas y publicadas en otros idiomas.